# New Masters
New Masters je druhé studiové album britského písničkáře Cata Stevense, vydané v prosinci 1967 u Deram Records, nové pobočky Decca Records a následovalo velmi úspěšné debutové album Matthew and Son, které se dobře umístilo v britské hitparádě Top Ten a mělo několik SP hitů. O album New Masters byl malý zájem a propadlo v hitparádách ve Spojeném království i v USA. Singl "Kitty"/"Blackness of the Night" se umístil na 47. místě a stal se prvním Stevensovým singlem, který se nedostal do Top 40. Byl to nečekaný neúspěch, v porovnání s jeho předešlými nahrávkami..
Píseň "The First Cut Is the Deepest" byla úspěšně interpretována několika umělci. Před vydáním alba New Masters, Stevens prodal píseň za 30 liber P. P. Arnoldovi. Časem se stala hitem také pro další umělce jako Rod Stewart, Sheryl Crow, James Morrison a Keith Hampshire. Hampshireova verze se v roce 1973 dostala na 1. místo kanadské hitparády.

## Seznam skladeb
Všechny skladby napsal Cat Stevens.
| Strana 1 | Strana 1                      | Strana 1 | Strana 1 |
| Pořadí   | Název                         | Autor    | Délka    |
| -------- | ----------------------------- | -------- | -------- |
| 1.       | Kitty                         |          | 2:23     |
| 2.       | I'm So Sleepy                 |          | 2:23     |
| 3.       | Northern Wind                 |          | 2:51     |
| 4.       | The Laughing Apple            |          | 2:39     |
| 5.       | Smash Your Heart              |          | 2:29     |
| 6.       | Moonstone                     |          | 2:18     |
| 7.       | The First Cut Is the Deepest  |          | 3:03     |
| 8.       | I'm Gonna Be King             |          | 2:30     |
| 9.       | Ceylon City                   |          | 2:29     |
| 10.      | Blackness of the Night        |          | 2:31     |
| 11.      | Come on Baby (Shift That Log) |          | 3:52     |
| 12.      | I Love Them All               |          | 2:12     |

| Strana 2 | Strana 2                      | Strana 2 |
| Pořadí   | Název                         | Délka    |
| -------- | ----------------------------- | -------- |
| 1.       | Baby Get Your Head Screwed On | 2:22     |
| 2.       | Granny                        | 3:12     |
| 3.       | When I Speak to the Flowers   | 2:25     |
| 4.       | The Tramp                     | 2:11     |
| 5.       | Come On and Dance             | 2:10     |
| 6.       | Hummingbird                   | 2:36     |
| 7.       | Lady                          | 3:04     |

| Bonus tracks (1989 CD reissue) | Bonus tracks (1989 CD reissue)   | Bonus tracks (1989 CD reissue) |
| Pořadí                         | Název                            | Délka                          |
| ------------------------------ | -------------------------------- | ------------------------------ |
| 13.                            | Image of Hell                    | 3:08                           |
| 14.                            | Lovely City (When Do You Laugh?) | 2:43                           |
| 15.                            | The View from the Top            | 3:36                           |
| 16.                            | Here Comes My Wife               | 3:00                           |
| 17.                            | It's a Supa (Dupa) Life          | 2:54                           |
| 18.                            | Where Are You?                   | 3:03                           |
| 19.                            | A Bad Night                      | 3:11                           |

| Bonus tracks (2004 CD reissue) | Bonus tracks (2004 CD reissue)                         | Bonus tracks (2004 CD reissue) |
| Pořadí                         | Název                                                  | Délka                          |
| ------------------------------ | ------------------------------------------------------ | ------------------------------ |
| 13.                            | Here Comes My Wife (Single Mono Version)               | 3:00                           |
| 14.                            | A Bad Night (Single Mono Version)                      | 3:11                           |
| 15.                            | The Laughing Apple (Single Mono Version)               | 2:23                           |
| 16.                            | = Kitty (Single Mono Version)                          | 2:39                           |
| 17.                            | Blackness of the Night (Single Mono Version)           | 2:31                           |
| 18.                            | Lovely City (When Do You Laugh?) (Single Mono Version) | 2:54                           |
| 19.                            | Image of Hell (Single Mono Version)                    | 3:08                           |
| 20.                            | It's a Supra (Dupa) Life (Single Mono Version)         | 2:54                           |
| 21.                            | Here Comes My Wife (Stereo Version)                    | 3:00                           |
| 22.                            | Where Are You? (Single Mono Version)                   | 3:03                           |
| 23.                            | The View From The Top (Single Mono Version)            | 3:36                           |

## Obsazení
- Cat Stevens – zpěv, kytary, klávesy
- Chris Hunt – bicí
- Herbie Flowers – baskytara
- Arthur Greenslade, Lew Warburton, Ivor Raymonde